# Mamerthes conosema
Mamerthes conosema är en fjärilsart som beskrevs av George Francis Hampson. Mamerthes conosema ingår i släktet Mamerthes och familjen nattflyn. Inga underarter finns listade i Catalogue of Life.